# Корзуново
Корзуново (рус. Корзуново) насељено је место на крајњем северозападу европског дела Руске Федерације. Налази се на северу Мурманске области и административно припада Печеншком рејону.
Према подацима са пописа становништва 2010. у насељу је живело 275 становника.

## Географија
Насеље Корзуново се налази у северозападном делу Мурманске области, на северу Печеншког рејона. Лежи на левој обали реке Печенге на надморској висини од 63 метра. Два километра северније, на десној обали Печенге је насеље Луостари, 19 км северније је варошица Печенга, а 30 km западније Никељ.

## Историја
Савремено насеље се развило из војног аеродрома Северне флоте основаног током 1947. године. Занимљиво је да је на том аеродрому једно веме служио совјетски пилот Јуриј Гагарин. Као засебно насеље основано је 13. децембра 1962. и тада му је додељено име Нови Луостари. Пет година касније насеље добија ново име − Корзуново − у част Хероја Совјетског Савеза Ивана Корзунова.

## Демографија
Према подацима са пописа становништва 2010. у насељу је живело 275 становника.
| 1939. | 1959. | 1970. | 1979. | 1989. | 2002. | 2010. |
| ----- | ----- | ----- | ----- | ----- | ----- | ----- |
| ---   | ---   | ---   | ---   | ---   | 330   | 275   |